# Henschel Hs 124
Die Henschel Hs 124 war ein zweimotoriges militärisches Mehrzweckflugzeug der Henschel Flugzeug-Werke. Nachdem drei Prototypen hergestellt waren, wurden die Arbeiten an diesem Flugzeug aufgegeben.

## Geschichte
Für die in den 1930er-Jahren betriebene Neuaufrüstung der Luftwaffe forderte das Technische Amt von der Luftfahrtindustrie ein Mehrzweckflugzeug. Den Entwicklungsauftrag erhielten die Firmen Henschel, BFW und Focke-Wulf. Bei Henschel begannen die Projektierungsarbeiten am 6. Juli 1934 unter dem Chefkonstrukteur Friedrich Nicolaus. Als erstes wurde eine Attrappe fertiggestellt, die am 9. November von Vertretern des RLM besichtigt wurde. 1935 wurde mit dem Bau von drei Musterflugzeugen begonnen.

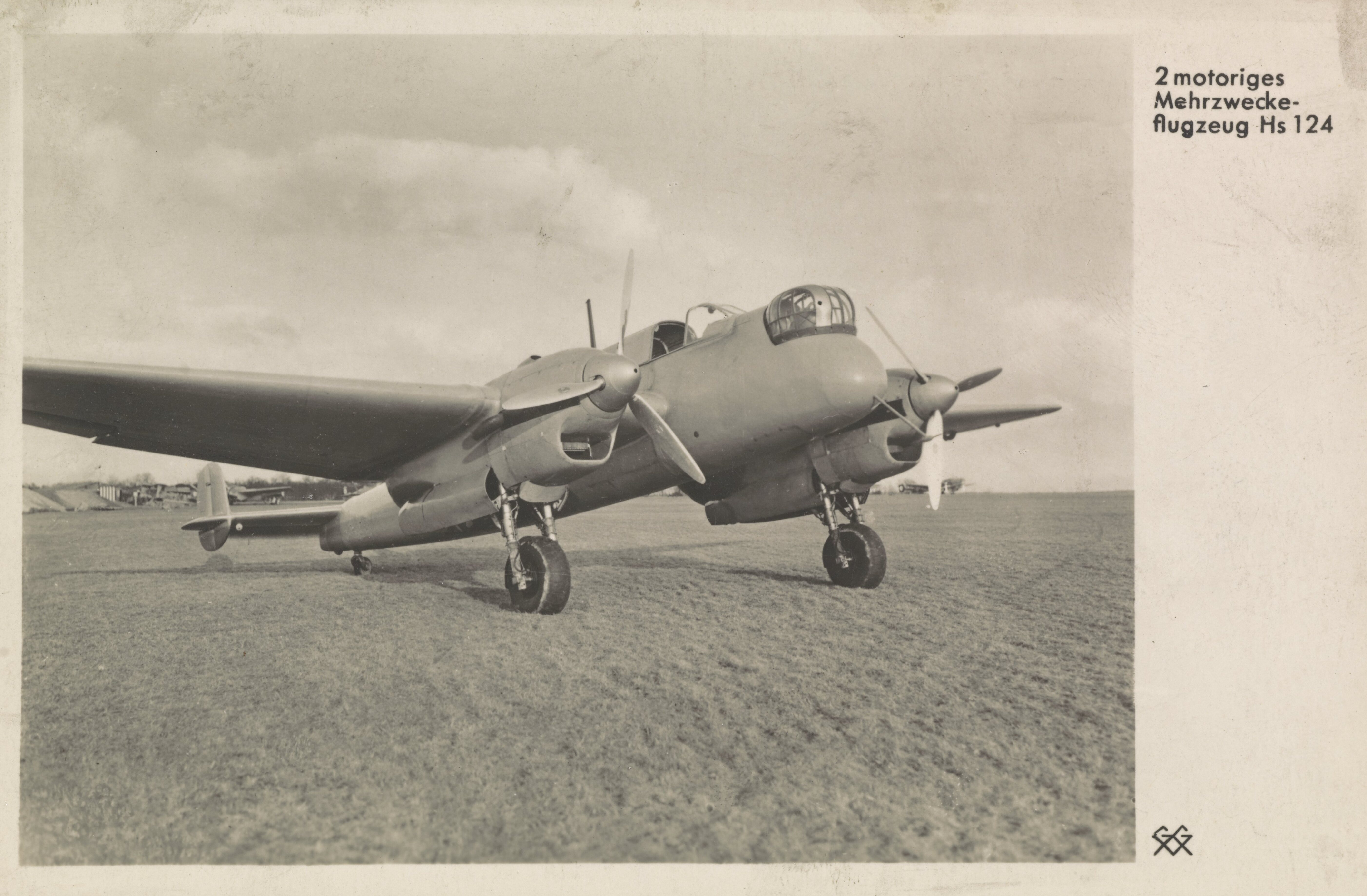
Hs 124 V1

Die am 1. Februar 1935 aufgelegte Hs 124 V1 mit der Werknummer 268 hatte einen glatten Blechbug, in dem ein Drehturm eingebaut war. Der Turm sollte mit einer 2-cm-Kanone ausgerüstet werden, die Maschine flog jedoch die Erprobung ohne Waffe. Als Triebwerke kamen zwei flüssigkeitsgekühlte 12-Zylinder-Motoren vom Typ Junkers Jumo 210C mit je 449 kW (610 PS) Startleistung zum Einsatz. Sie führte am 10. Oktober 1936 ihren Erstflug durch. Das Flugzeug stürzte am 10. April 1937 ab, wobei der Henschel-Werkspilot Friedrich-Ernst von Heynitz ums Leben kam.
Die Hs 124 V2, Werknummer 269, hatte einen komplett verglasten Rumpf und eine in einer Spaltlafette eingebaute 2-cm-Kanone. Die Triebwerke waren ebenfalls zwei Jumo 210C. Der Bau begann am 9. Februar 1936. Im Juni des Jahres wurde sie im Rahmen eines Umbaus für den Export mit BMW-132Dc-9-Zylinder-Sternmotoren mit je 640 kW (870 PS) Startleistung ausgerüstet. Zum Abwurf von kleinen Splitterbomben wurde ein Bombenzielgerät eingebaut. Der erste Flug nach den Änderungen fand im Januar 1938 statt. Auch dieses Flugzeug wurde am 25. Februar 1938 bei einem Absturz zerstört; die zweiköpfige Besatzung konnte sich retten.
Die Hs 124 V3 wurde nur als Attrappe geplant.
Die Hs 124 V4 (Werknummer 270, Kennzeichen D–AQEF) wurde ab März 1936 gebaut und flog im September 1937 erstmals. Sie besaß eine Zweimann-Kanzel und eine starr im Rumpfvorderteil eingebaute Bewaffnung von vier MG 17. Im August war ein Umbau zum Sturzkampfflugzeug beschlossen worden, weshalb die Tragflächen teilweise verstärkt wurden. Die Triebwerksanlage wurde von ursprünglich zwei Jumo 210D später auf zwei BMW-132-Dc-Motoren geändert. Am 18. November 1938 erfolgte ein erster Flug nach dem Umbau, der mit einer Notlandung und Beschädigungen endete. Das Flugzeug wurde daraufhin am 23. Februar 1939 vorläufig stillgelegt und im Juni an die E-Stelle Travemünde abgegeben, wo sie für Beschussversuche verwendet wurde.

## Konstruktion
- Flügel: Freitragender Mitteldecker; Ganzmetallflügel in dreiteiligem Aufbau, Mittelteil dreiholmig, Außenteile in Schalenbauweise; komplette Hinterkante aus stoffbespannten Klappen, außen Querruder, innen Landeklappen.
- Rumpf: Ovaler Ganzmetallrumpf in Schalenbauweise, Bug und Haube verglast. Bugsektion je nach Einsatzzweck auswechselbar.
- Leitwerk: mit doppeltem Seitenleitwerk ohne Verstrebungen, Ganzmetall, Ruder stoffbespannt.
- Fahrwerk: Einziehbares Spornfahrwerk; Hauptfahrwerk zieht nach hinten in die Triebwerksgondeln ein, hydraulische Bremsen; nicht einziehbares Spornrad.
- Triebwerk: siehe oben, mit Dreiblatt-Verstellpropeller.
- Bewaffnung: (Hs 124 V2) 1 × 2-cm-Kanone im Bug, 1 × 7,9-mm-MG 15 im B-Stand und bis zu 600 kg Bomben.

## Technische Daten

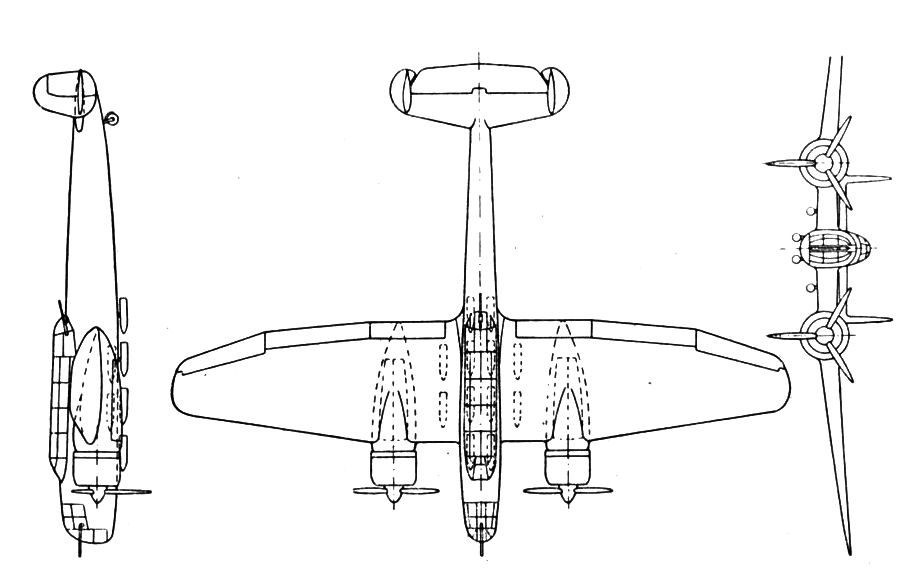
Dreiseitenriss

| Kenngröße             | Hs 124 V1                                           | Hs 124 V2                                           |
| --------------------- | --------------------------------------------------- | --------------------------------------------------- |
| Besatzung             | 3 (Pilot, Funker/Schütze und Bombenschütze/Schütze) | 3 (Pilot, Funker/Schütze und Bombenschütze/Schütze) |
| Länge                 | 14,50 m                                             | 14,50 m                                             |
| Spannweite            | 18,20 m                                             | 18,20 m                                             |
| Höhe                  | 4,89 m                                              | 3,75 m                                              |
| Flügelfläche          | 54,60 m²                                            | 54,60 m²                                            |
| Flügelstreckung       |                                                     | 6,1                                                 |
| Flächenbelastung      | 132,42 kg/m²                                        |                                                     |
| Antrieb               | 2 × Jumo 210C mit je 471 kW (640 PS)                | 2 × BMW 132 Dc mit je 640 kW (870 PS)               |
| Höchstgeschwindigkeit | 435 km/h                                            | 435 km/h in 3000 m Höhe                             |
| Marschgeschwindigkeit | 320 km/h                                            |                                                     |
| Landegeschwindigkeit  | 110 km/h                                            |                                                     |
| Steigzeit             | 11,7 min auf 4000 m                                 |                                                     |
| Reichweite            | 4200 km                                             |                                                     |
| Dienstgipfelhöhe      | 6500 m                                              |                                                     |
| Leermasse             | 4145 kg                                             | 4250 kg                                             |
| Startmasse            | 7230 kg                                             | 7230 kg                                             |
| Bewaffnung            | –                                                   | 2 × 7,9-mm-MG 15 sowie bis zu 600 kg Bomben         |